# Бутлеров (лунный кратер)
Кратер Бутлеров (лат. Butlerov) — ударный кратер находящийся в северном полушарии обратной стороны Луны. Название присвоено в честь русского химика, создателя теории химического строения органических веществ, Александра Михайловича Бутлерова (1828—1886) и утверждено Международным астрономическим союзом в 1970 г. Образование кратера относится к позднеимбрийской эпохе.

## Описание кратера
Ближайшими соседями кратера являются кратер Кольхерстер на западе и кратер Пиз на востоке. Селенографические координаты центра кратера 12°03′ с. ш. 108°49′ з. д. / 12,05° с. ш. 108,81° з. д., диаметр 38,77 км, глубина 2,2 км.
Кратер имеет почти правильную циркулярную форму с небольшим выступом в южной части, кромка вала острая. К северо-западной части вала примыкает два небольших кратера. Южная часть внутреннего склона имеет террасовидную структуру. Высота вала над окружающей местностью 1030 м, объем кратера составляет приблизительно 1200 км³. Дно чаши кратера сравнительно плоское, центральный пик отсутствует, в центре находятся небольшие холмы.

## Сателлитные кратеры
Отсутствуют.